# Philodromus longiductus
Philodromus longiductus là một loài nhện trong họ Philodromidae.
Loài này thuộc chi Philodromus. Philodromus longiductus được miêu tả năm 1969 bởi Charles Denton Dondale & Redner.